# Шейдеман Євген Михайлович
Євген Михайлович Шейдеман (1846 — ?) — російський офіцер та громадський діяч, Депутат Державної думи Російської імперії III скликання від Полтавської губернії.

## Життєпис
Народився в дворянській родині приблизно в 1846 році.
Здобув військову освіту в Петровському Полтавському кадетському корпусі (1864) та Михайлівському артилерійському училищі (1867), звідки вийшов у званні офіцера. З 1868 року навчався в Технологічному інституті в Санкт-Петербурзі. 1869 року заарештований та ув'язнений у Петропавлівській фортеці в Санкт-Петербурзі за участь у студентських заворушеннях. За розпорядженням жандармів 21 березня був висланий на батьківщину, в Полтаву, де за ним до 1872 року спостерігала поліція. З інституту був звільнений із забороною вступати у виші Російської імперії.
1870 року виїхав до Харківської губернії та влаштувався на роботу в цукровому заводі у Вовчанському повіті. За чотири роки перейшов на службу до села Карлівка на Полтавщині, яке належало великій княгині Олені Павлівні, дружині великого князя Михайла Павловича (син імператора Павла I), яке перейшло до родини Мекленбург-Стреліцьких. З 1883 року Шейдеман служив головним управителем маєтку в Карлівці.
З 1886 року Шейдеман був повітовим та губернським земським гласним і почесним мировим суддею. Також був обраний предводителем дворянства Костянтиноградського повіту. Входив до складу спеціальної комісії управи стосовно вибору проєкту для спорудження будинку Полтавського губернського земства. Володів 1000 десятинами землі.
14 жовтня 1907 року обраний до Державної думи Російської імперії III скликання від Полтавської губернії. Протягом перших двох сесій скликання входив до фракції октябристів, під час 3-5 сесій — правих октябристів. Працював у таких комісіях як сільськогосподарська (з 2-ї сесії — товариш голови), бюджетній, з бавовництва (протягом 5-ї сесії — голова), про заходи боротьби з пожежами, про недоторканість особистості, щодо скасування пасовищних та лісових сервітутів у губерніях західних та білоруських, з державної оборони, з переселенської справи, з торгівлі та промисловості.
Подальша доля невідома.
Був одружений.